# 特溫特國家博物館

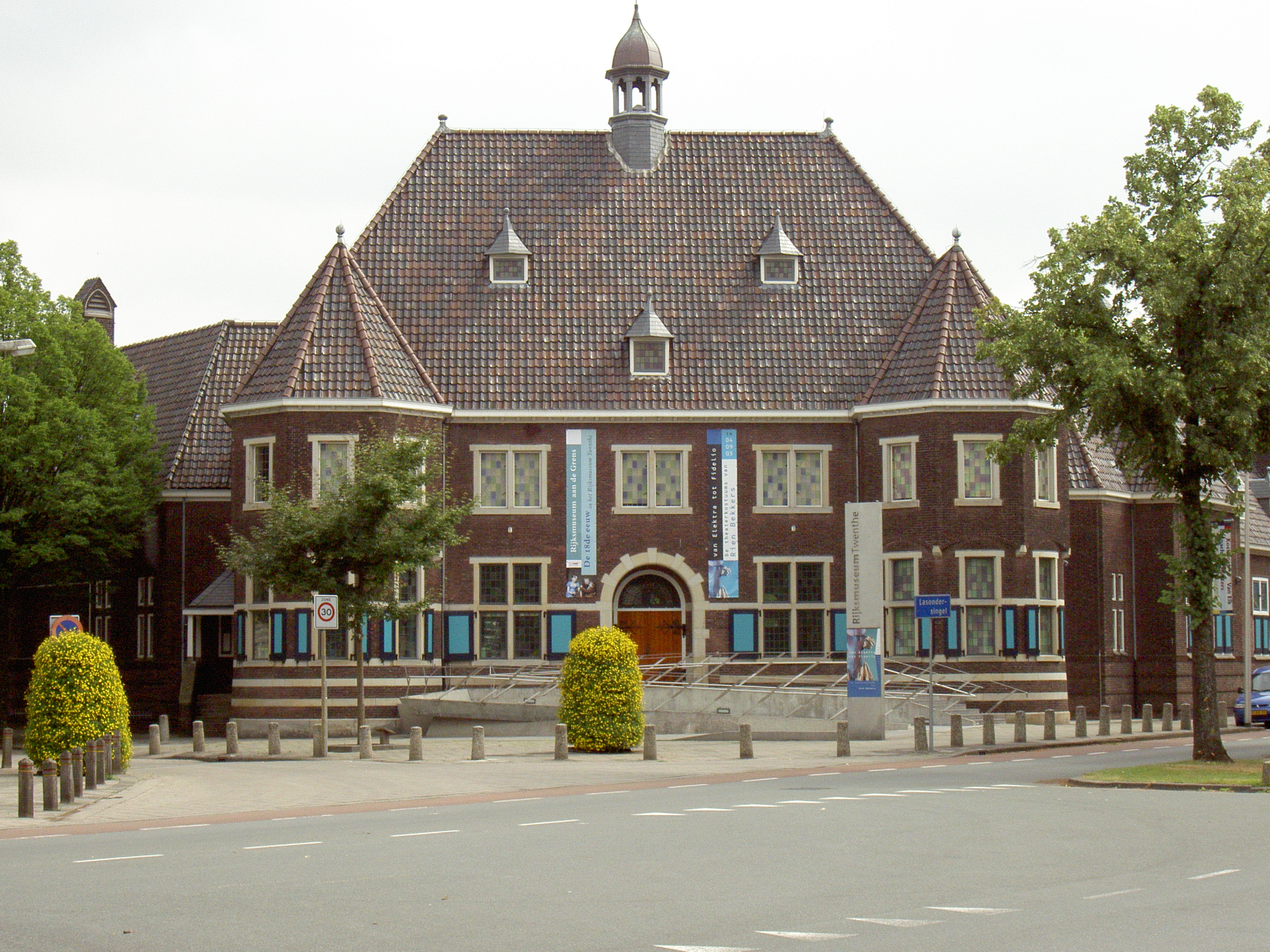
特溫特國家博物館

特溫特國家博物館（Rijksmuseum Twenthe）是位於荷蘭恩斯赫德的一家博物館。

## 历史
設立於1927年，由當地的紡織業大亨Jan Bernard Van Heek創建。他將自己的私人藏品和博物館建築捐贈給政府，使得該博物館成為國家博物館。該博物館專注於收藏18世紀的藝術品及當代藝術品，但也廣泛收藏其他類型的美術品。2000年，該博物館發生煙花爆竹事故，但藏品毫髮無傷。博物館此後關閉一年進行修理。

## 網站
- 官方网站 （荷兰文） （英文）

52°13′40″N 6°53′49″E / 52.22778°N 6.89694°E